# ルネ・マグリット
ルネ・フランソワ・ギスラン・マグリット (René François Ghislain Magritte, 1898年11月21日 -1967年8月15日) は、ベルギー・レシーヌ出身のシュルレアリスムの画家。

## 生涯

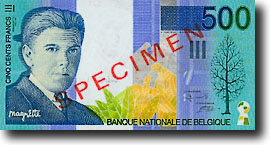
2002年まで用いられていた500ベルギー・フラン紙幣の肖像

マグリットの作品においては、事物の形象はきわめて明確に表現され、筆触をほとんど残さない古典的ともいえる描法で丁寧な仕上げがほどこされている。しかし、その画面に表現されているのは、空中に浮かぶ岩、鳥の形に切り抜かれた青空、指の生えた靴といった不可思議なイメージであり、それらの絵に付けられた不可思議な題名と相まって、絵の前に立つ者を戸惑わせ、考え込ませずにはいられない。また彼の作風は、 ポップ・アート、ミニマリスト・アート、コンセプチュアル・アートにも影響を与えた。
マグリットの絵画は、画家自身の言葉によれば「目に見える思考」であり、世界が本来持っている神秘（不思議）を描かれたイメージとして提示したものである（デペイズマン）。
「言葉とイメージ」の問題を追求したマグリットの作品は、ミシェル・フーコーのような思想家にも発想源を与え、広告やグラフィックアートの分野にもその影響が見られるなど、20世紀の文化に与えた影響は大きい。日本においても1971年の回顧展をはじめとして作品展がこれまでに5回開催され、また、宇都宮美術館、横浜美術館、豊田市美術館、富山県美術館などに作品が収蔵されている。
ザ・ビートルズが、自ら1968年に興したレコードレーベルのアップル・レコードのデザインは、メンバーのポール・マッカートニーが所有するマグリットの絵が使用された。
マグリットは1898年、ベルギーの西部、レシーヌで生まれた。一家はマグリットの生まれた翌年にはジリという町に移り、1904年シャルルロワ近郊のシャトレに移る。マグリットは1913年の一時期シャルルロワに住んだこともあるが、1904年から1916年まで、少年時代の大部分をシャトレで過ごした。ルネ少年は、弟ポールと組んでひどいいたずらを繰り返す悪童だった。1912年に母が原因不明の入水自殺をとげるという事件があり、これは少年マグリットにとっては当然のことながら大きな衝撃を与えた。
1916年ブリュッセルのブリュッセル王立美術アカデミーに入学。コンスタン・モンタルドやジスベール・コンバッツの授業を受ける。1910年代後半から1920年代前半はマグリットが画家として自分の様式を模索していた時期である。この時期にキュビスム、未来派、ダダ、デ・ステイルなどの運動を知りジャン・メッツァンジェ、ウィリアム・ドグーヴ・ド・ヌンクの作品の影響を受ける。また、ピエール・ブルジョア（詩人）、E.L.T.メセンス（詩人、画家、音楽家）ら前衛的な芸術家と交際するようになった。マグリットは生活費を得るためにグラフィックデザインや広告ポスターなどの仕事をしつつ、抽象画や、キュビスムの影響を感じさせる作品を描いていた。

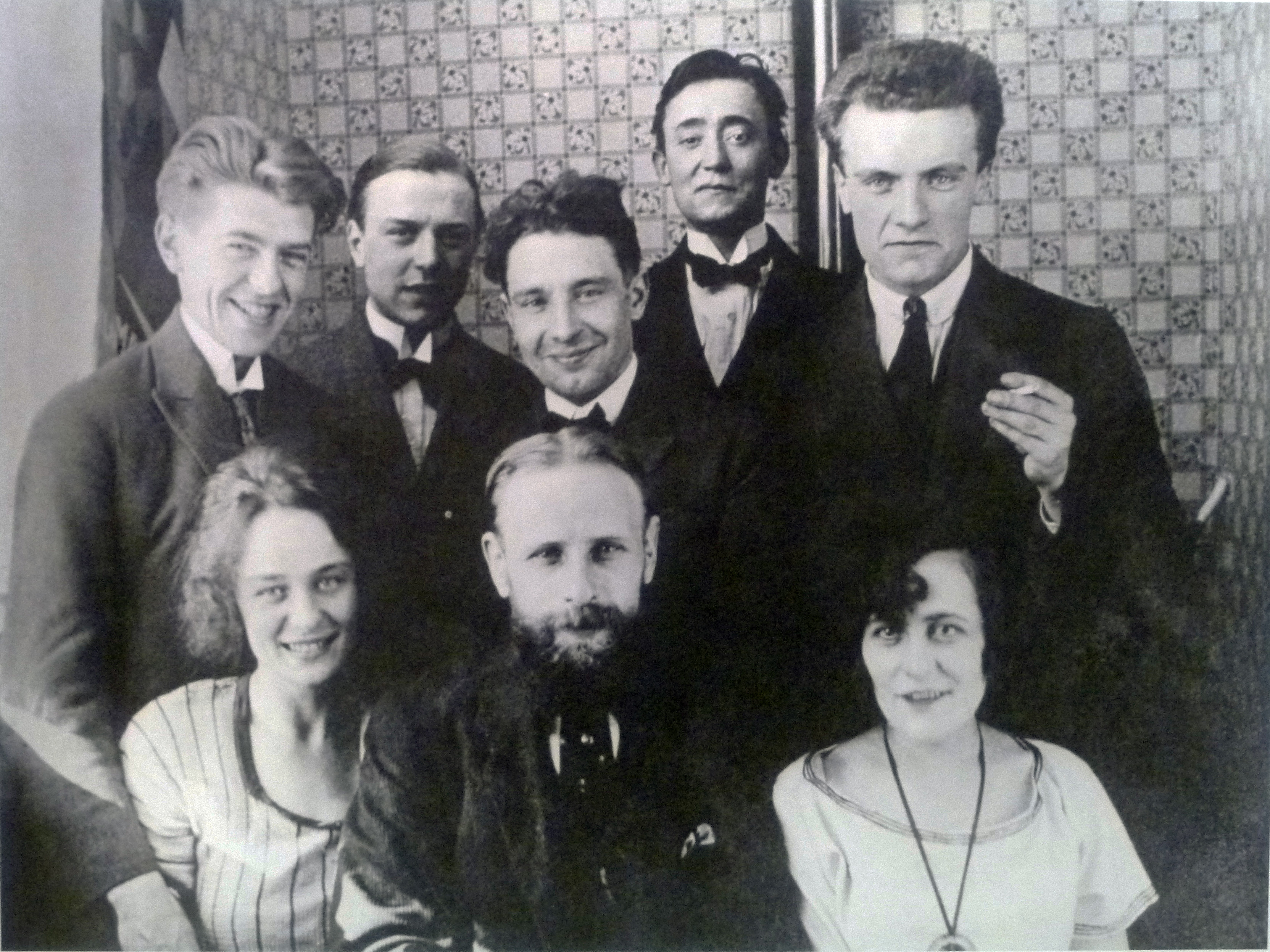
上段左から、ルネ・マグリット、E.L.T.メセンス、ヴィクター・セルランクス、ピエール＝ルイ・フルケ、ピエール・ブルジョア。下段左からジョーゼット・マグリット、ピエール・ブロードコーランス、アンリエット・フルケ。ジョーゼットとルネの結婚式の日、ヴィクター・セルランクスの家にて（1922年6月)

1922年には幼なじみのジョルジェット・ベルジェと結婚。ジョルジェットは多くのマグリット作品に登場する女性像のモデルとなる。1923年（1925年とする説もある）ジョルジョ・デ・キリコの作品『愛の歌（キリコ）』の複製を見たマグリットは「涙を抑えることができない」ほどの感銘を受け、これがきっかけでシュルレアリスムの方向へ進んでいく。
1926年の『迷える騎手』が最初のシュルレアリスム的作品とされている。1927年、ブリュッセルのル・サントール画廊で初個展を行う。以後3年間パリに滞在し、フランスのシュルレアリストたちと交流する。しかし、マグリットはシュルレアリスム運動の理論的指導者であったアンドレ・ブルトンとはうまが合わなかったらしく、1930年ブリュッセルへ戻り、以降ベルギーを離れることはほとんどなく、銀行員としての職を得た。
マグリットの生涯は芸術家にありがちな波乱や奇行とは無縁の平凡なものであった。ブリュッセルでは客間、寝室、食堂、台所からなる、日本式に言えば3LDKのつましいアパートに暮らし、幼なじみの妻と生涯連れ添い、ポメラニアン犬を飼い、待ち合わせの時間には遅れずに現われ、夜10時には就寝するという、どこまでも典型的な小市民であった。残されているマグリットの写真は常にスーツにネクタイ姿で実際にこの服装で絵を描いていたといい、「平凡な小市民」を意識して演じていたふしもある。マグリットは専用のアトリエは持たず台所の片隅にイーゼルを立てて制作していたが、制作は手際がよく服を汚したり床に絵具をこぼしたりすることは決してなかったという。

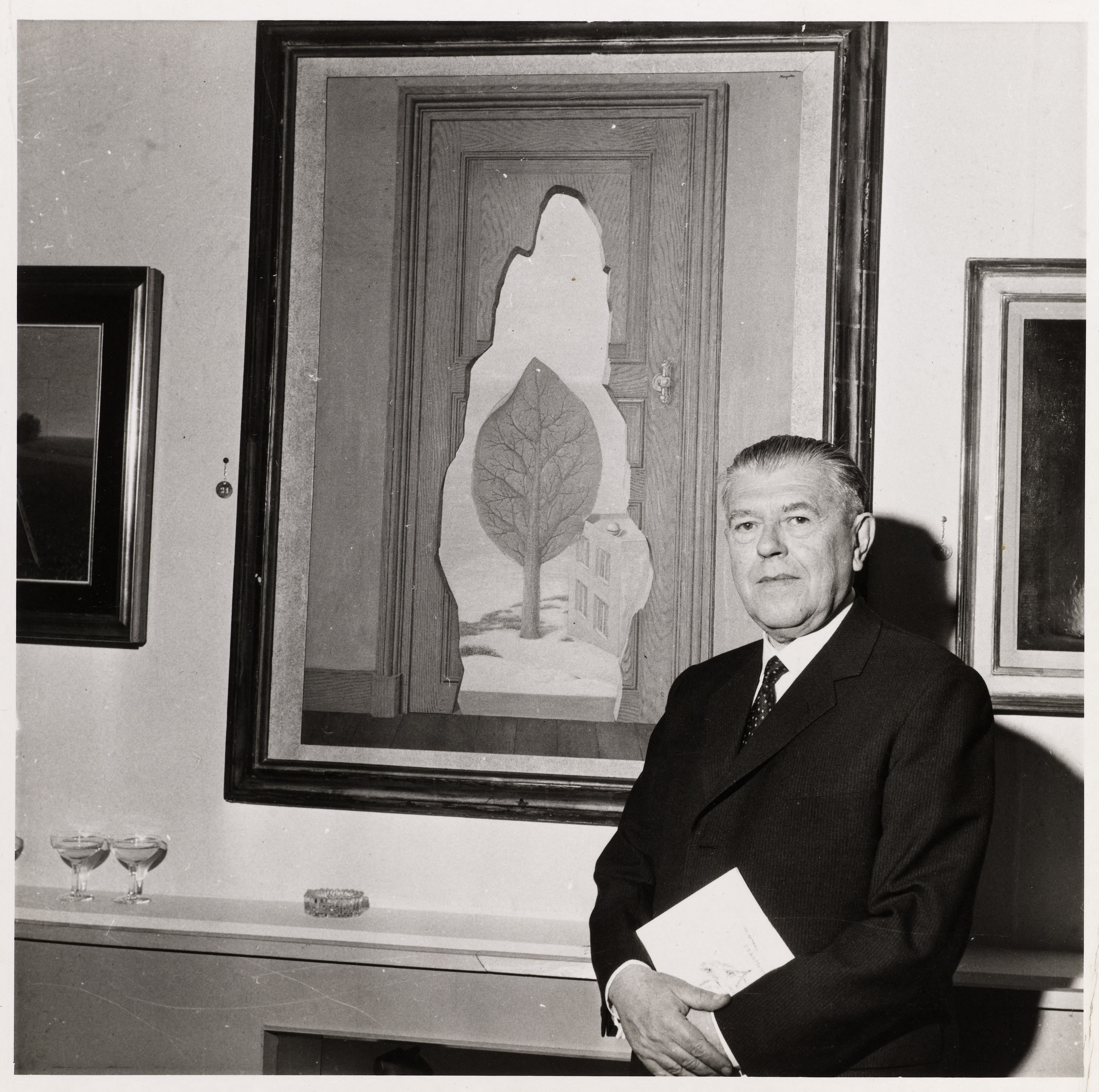
作品「La perspective amoureuse」の前にて（1961年）

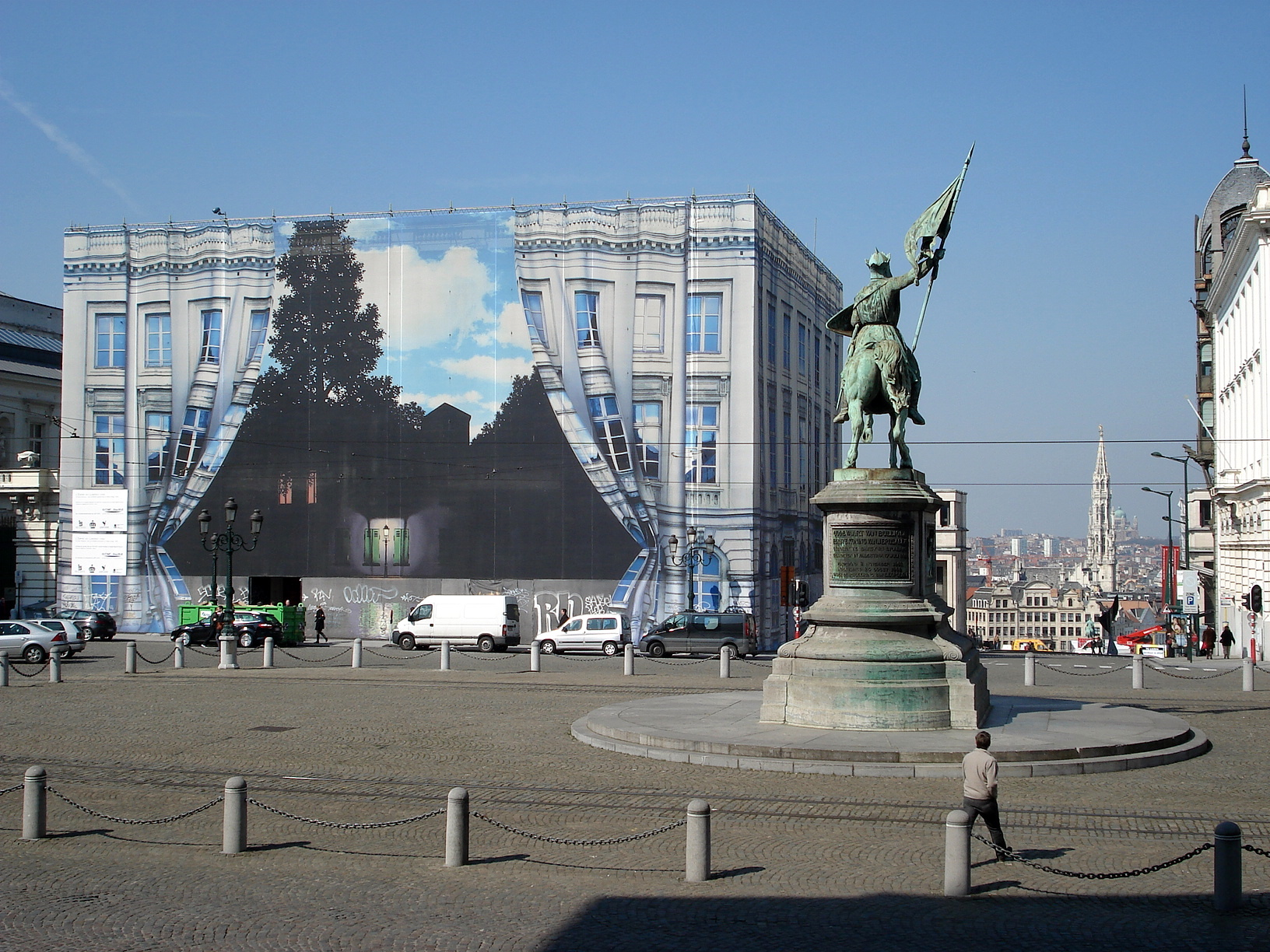
ブリュッセルのマグリット美術館。

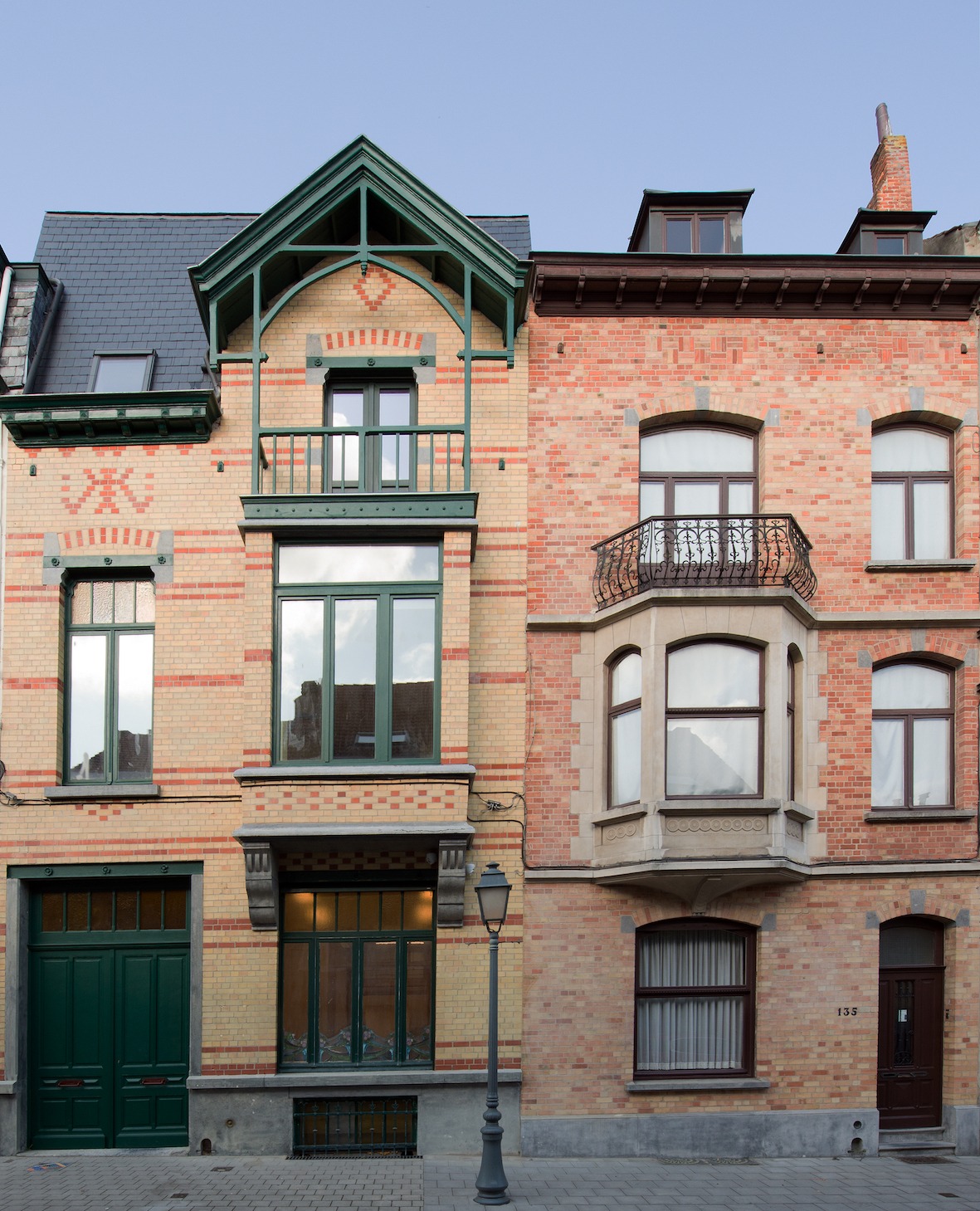
ジェット (ベルギー)のルネ・マグリット美術館

## 作風
1920年代前半から前衛芸術に参加していたマグリットはシュルレアリスム運動にも参加し、シュルレアリスムの絵画手法である「デペイズマン」や「コラージュ」を造形原理とした。デペイズマンやコラージュは、イメージを本来の文脈から切り離し、別の文脈に置くことで驚きや衝撃を生み出す。（マグリットの絵画で言えば、日常的な物が宙に浮いているといった構図）他のシュルレアリスム画家にはないマグリットの独自性は、それらを絵だけでなく、言葉を用いて行ったことである。
言葉があり得ない現実を簡単に言えることや（私は月の上に立つ、など）、物とイメージと言葉には様々な関係がありうることに注目していたマグリットは、その考察を絵画でもって示した。例えば『イメージの裏切り』という絵画は、パイプの絵の下に「これはパイプではない」という言葉が添えられているし、青空を描いた絵画の題名が『呪い』であったりする。
マグリットが絵画に言葉を取り入れてまで表現しようとしたのは、シュルレアリスム運動の目的ー様々な規制や惰性に気づき、抵抗し、人間の本来の生をよみがえらせること、である。そのために、ジョルジュ・デ・キリコのような不可思議や神秘の世界（目に見えない、とらわれのない自由な世界）を描き、あるいは現実を揺さぶるために、見えているものを疑わせる（『イメージの裏切り』や『千里眼』）隠されたものを見せようとする（『手前にかかる月』や『白紙委任状』）言葉の意味を素直に受け取れなくする（『呪い』や『夢の鍵』）ようなイメージを描き続けた。
マグリットの絵画が現代においても人々に衝撃を与えるのは、人々が固定観念に縛らわれやすく、それを少し崩すだけで簡単に驚きを与えられるからであり、また、マグリットが「自分の絵画は思想の自由を表す物質的な記号だと考えている」と言ったように、見えないものを見せることで、今まで感じたことのない世界や新しいものの見方の可能性を瞬時に提示するからであろう。（それゆえに、マグリット的デザインは、人々の注目を集める広告等に多くが流用されている）

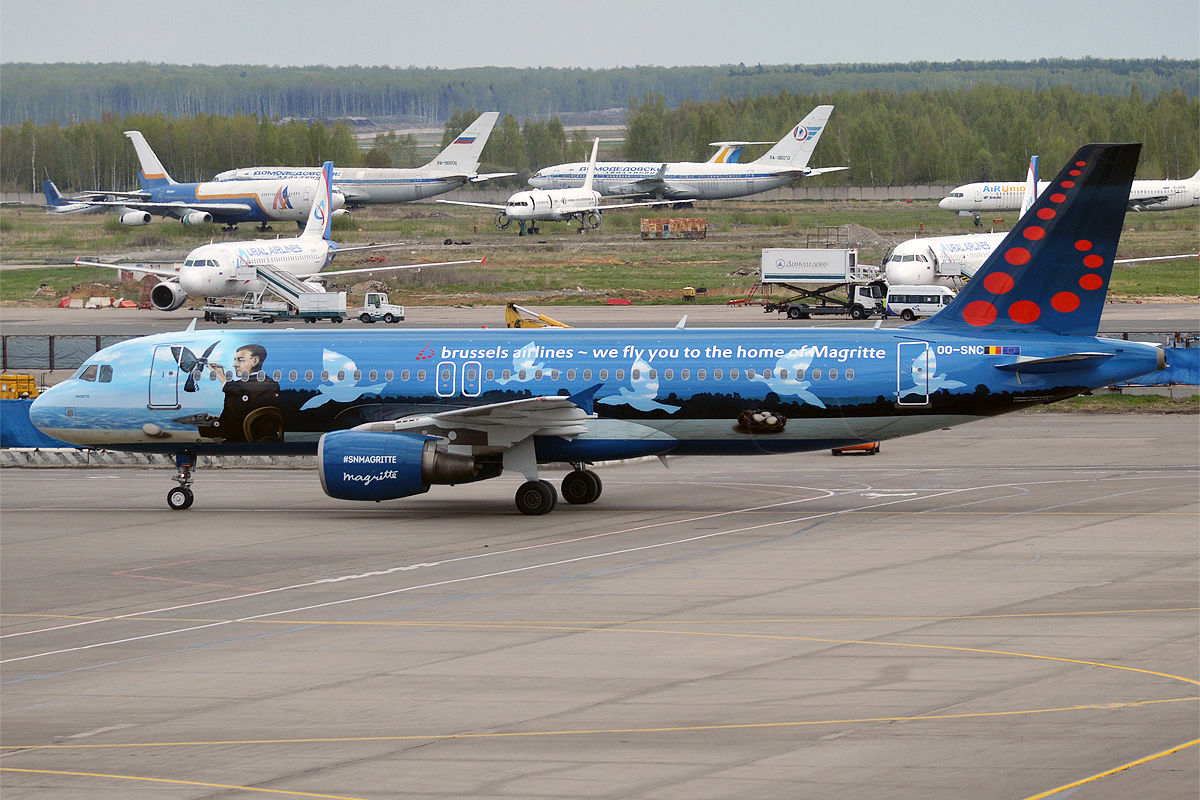
ブリュッセル航空のラッピング航空機

### 主な作品リスト
1926年
- 困難な航海（英語版）

1927年
- 魅惑のポーズ（英語版）
- 脅かされる暗殺者（英語版）

1928年
- 空のマスク（英語版）
- 偽りの鏡（英語版）
- 宇宙の賛美（英語版）

1929年
- イメージの裏切り

1931年
- 宇宙の声（フランス語版）

1933年
- 選択的親和力（英語版）
- 人間の条件（マルグリット）（英語版）

1935年
- 肖像画（マルグリット）（英語版）

1937年
- 不許複製
- 自由の戸口で（英語版）

1938年
- 貫かれた時間（英語版）

1939年
- 記憶の宮殿（英語版）

1940年～
- 光の帝国（マルグリット）（英語版）シリーズ

1952年
- 盗聴の部屋（英語版）

1953年
- ゴルコンダ（英語版）

1955年
- 傑作もしくは水平線の神秘（英語版）

1956年
- 9月16日（マルグリット）（英語版）

1959年
- ピレネーの城（英語版）

1956年
- 望遠鏡（マルグリット）（英語版）

1964年
- 人の子（英語版）

## 語録
マグリットにとって絵画とは「この世界に関する私たちの知識を深める手立て」であった。（『マグリット辞典』ｐ139）「絵の題名は説明ではなく、絵は題名の図解ではない。題名と絵の関係は詩的である。つまり、この関係によって、二つの相反するものに共通する側面が表現されなければならない。（後略）」（『タッシェン・ニューベーシック・アート・シリーズ　ルネ・マグリット』ｐ23）

## 書籍
- 『アート・ビギナーズ・コレクション　もっと知りたいマグリット生涯と作品』福満葉子、東京美術、2015年ISBN 978-4808710187
- 『タッシェン・ニューベーシック・アート・シリーズ　ルネ・マグリット』マルセル・パケ、丸善、2001年ISBN 978-4887830288
- 『マグリット事典』クリストフ・ブリューネンベルク、ダレン・ファイ、野崎武夫訳、創元社、2015年ISBN 978-4422700977
- 『芸術新潮　特集シュルレアリスムそうだったのか宣言』2011　２月号、新潮社、2011年

## 洋書
- Alden, Todd (1999). The Essential Magritte. Two Editions. ISBN 0-7607-8567-8
- Allmer, Patricia (2019). René Magritte. London: Reaktion Press.
- Allmer, Patricia (2017) This Is Magritte London: Laurence King. ISBN 9781780678504
- Allmer, Patricia (2009). René Magritte - Beyond Painting. Manchester: Manchester University Press. ISBN 978-0-7190-7928-3
- Allmer, Patricia (2007), 'Dial M for Magritte' in "Johan Grimonprez - Looking for Alfred", eds. Steven Bode and Thomas Elsaesser, London: Film and Video Umbrella.
- Allmer, Patricia (2007), 'René Magritte and the Postcard' in "Collective Inventions: Surrealism in Belgium Reconsidered", eds. Patricia Allmer and Hilde van Gelder, Leuven: Leuven University Press.
- Allmer, Patricia (2007) 'Failing to Create - Magritte, Artistry, Art History' in From Self to Shelf: The Artist Under Construction, ed. William May, Cambridge: Cambridge Scholars Publishing.
- Allmer, Patricia (2006) 'Framing the Real: Frames and the Process of Framing in René Magritte's Œuvre', in Framing Borders in Literature and Other Media, eds. Walter Bernhart and Werner Wolf, Amsterdam: Rodopi.
- Bertolucci, Bernardo; Gérard, F. S.; Kline, T. J. (2000). Bernardo Bertolucci: Interviews. Jackson: Miss. ISBN 1-57806-205-5
- Calvocoressi, Richard (1990). Magritte. New York: Watson-Guptill. ISBN 0-8230-2962-X
- Danchev, Alex (2021). Magritte: A Life. New York: Pantheon. ISBN 978-0-307-90819-3
- Fragola, Anthony; Smith, Roch C. (1995). The Erotic Dream Machine: Interviews with Alain Robbe-Grillet on His Films. SIU Press. ISBN 0-8093-2004-5
- Kaplan, Gilbert E. & Baum, Timothy (1982). The Graphic Work of René Magritte. Two Editions. ISBN 0-686-39199-3
- Levy, Silvano (1997). Surrealism: Surrealist visuality. Edinburgh: Keele University Press. ISBN 1-85331-193-6
- Levy, Silvano (2015). Decoding Magritte. Bristol: Sansom & Co.. ISBN 9781906593957
- Levy, Silvano (1996) 'René Magritte: Representational Iconoclasm', in Surrealist Visuality, ed. S. Levy, Keele University Press. ISBN 1-85331-170-7.
- Levy, Silvano (2012) 'Magritte et le refus de l'authentique', Cycnos, Vol. 28, No. 1 (July 2012), pp. 53–62. ISBN 978-2-296-96098-5.
- Levy, Silvano (2005) 'Magritte at the Edge of Codes', Image & Narrative, No. 13 (November 2005), Magritte at the Edge of Codes by Silvano Levy ISSN 1780-678X.
- Levy, Silvano (1993) 'Magritte, Mesens and Dada', Aura, No. 1, 11 pp. 31 41. ISSN 0968-1736.
- Levy, Silvano (1993) 'Magritte: The Uncanny and the Image', French Studies Bulletin, No. 46, 3 pp. 15 17. ISSN 0262-2750.
- Levy, Silvano (1992) 'Magritte and Words', Journal of European Studies, Vol. 22, Part 4, No. 88, 19 pp. 313 321. ISSN 0047-2441.
- Levy, Silvano (1992) 'Magritte and the Surrealist Image', Apollo, Vol. CXXXVI, No. 366, 3 pp 117 119. ISSN 0003-6536.
- Levy, Silvano (1990) 'Foucault on Magritte on Resemblance', Modern Language Review, Vol. 85, No.1, 7 pp. 50 56. ISSN 0026-7937.
- Levy, Silvano (1981) 'René Magritte and Window Display', Artscribe International, No. 28, 5 pp. 24 28. ISSN 0309-2151.
- Levy, Silvano (1992) 'This is a Magritte', The Times Higher Education Supplement, No. 1,028, 17 July 1992, 1 p. 18. ISSN 0049-3929.
- Meuris, Jacques (1991). René Magritte. Cologne: Benedikt Taschen. ISBN 3-8228-0546-7
- Roisin, Jacques (1998). Ceci n'est pas une biographie de Magritte. Bruxelles: Alice Editions. ISBN 2-930182-05-9
- Spitz, Ellen Handler (1994). Museums of the Mind. Yale University Press. ISBN 0-300-06029-7
- Sylvester, David (1992). Magritte. Abrams. ISBN 0-500-09227-3
- West, Shearer (1996). The Bullfinch Guide to Art. UK: Bloomsbury Publishing Plc. ISBN 0-8212-2137-X